# 캣 스티븐스

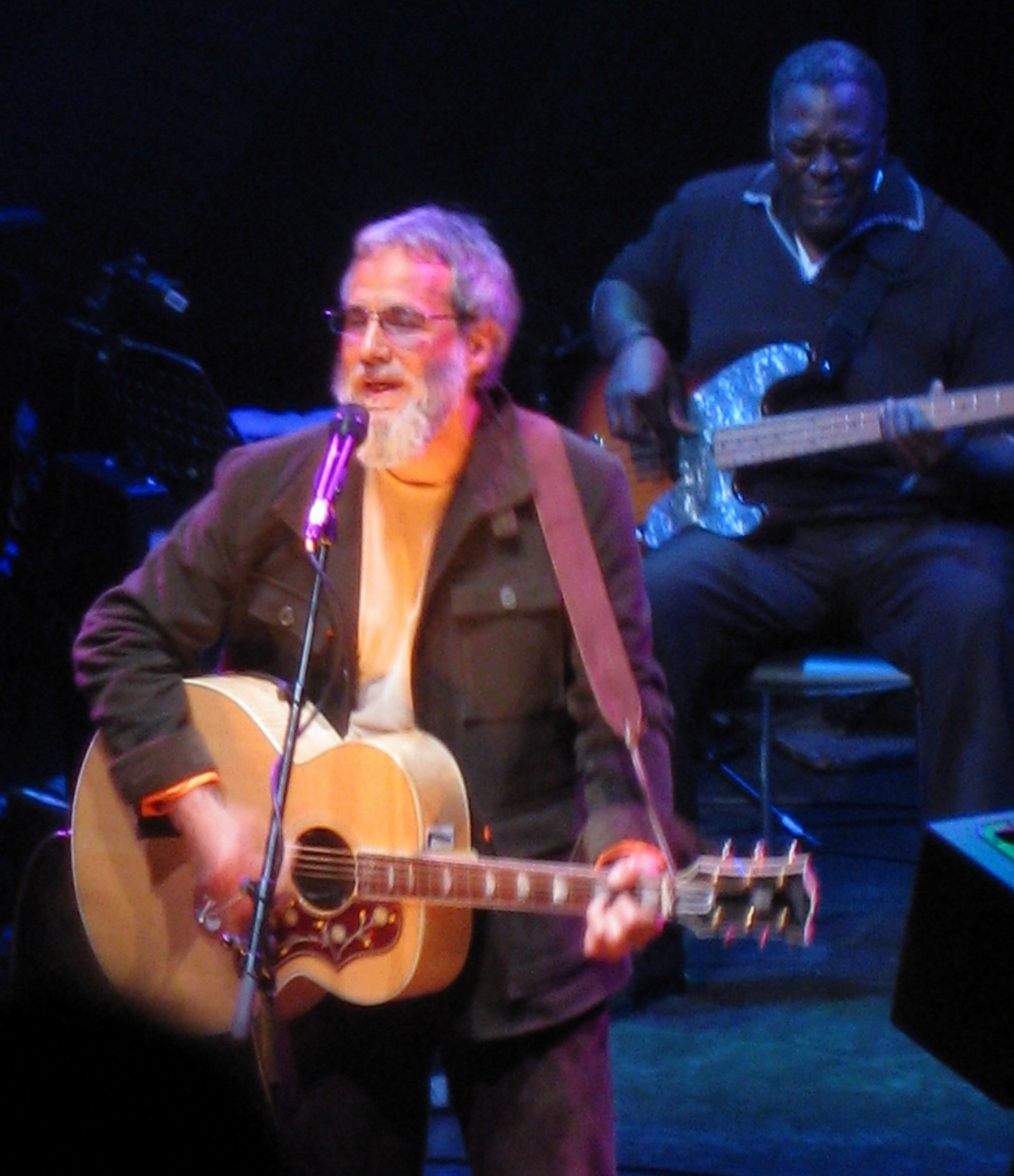
캣 스티븐스(2009년)

캣 스티븐스(Cat Stevens, 본명: Yusuf Islam, 1948년 7월 21일~)는 영국의 싱어송라이터, 악기 연주자이자 교육·인권 자선운동가이다.
런던의 매릴번에서 Steven Demetre Georgiou라는 이름으로 태어나, 1965년부터 예명 '캣 스티븐스'로 음악활동을 시작했다.
1977년 12월에 이슬람교로 개종하였으며, 그 이듬해에는 유수프 이슬람(Yusuf Islam)이라는 새 이름을 받아들여 개명하였다.
2014년 로큰롤 명예의 전당에 헌액되었다.

## 음반 목록
- 1967: Matthew and Son
- 1967: New Masters
- 1970: Mona Bone Jakon
- 1970: Tea for the Tillerman
- 1971: Teaser and the Firecat
- 1972: Catch Bull at Four
- 1973: Foreigner
- 1974: Buddha and the Chocolate Box
- 1975: Numbers
- 1977: Izitso
- 1978: Back to Earth
- 2006: An Other Cup
- 2009: Roadsinger
- 2014: Tell 'Em I'm Gone
- 2017: The Laughing Apple
- 2020: Tea for the Tillerman 2

## 같이 보기
- 가장 많은 음반을 판 음악가 목록
- 롤링 스톤 역사상 가장 위대한 음반 500장